# Bilecz Endre
Bilecz Endre (Koppányszántó, 1948. december 25. –) magyar történész, politológus, egyetemi tanár, politikus, országgyűlési képviselő.

## Életpályája

### Iskolái
Az általános iskolát szülővárosában végezte el. Középiskolai éveit Tamásiban járta ki; 1967-ben érettségizett a Béri Balogh Ádám Gimnáziumban. 1968–1970 között a Pécsi Tudományegyetem Jogtudományi Karának hallgatója volt; 1970-ben eltanácsolták a jogi karról, mert a kollégiumban egy demokráciát követelő csoport szervezője és hangadója volt. 1970–1974 között a Pécsi Tanárképző Főiskola magyar-történelem szakos hallgatója volt. 1974–1977 között az Eötvös Loránd Tudományegyetem Bölcsészettudományi Kar tudományos szocializmus szakán tanult.

### Pályafutása
1974–1976 között a Pécsi Tanárképző Főiskola tanársegéde volt. 1976–1984 között a pécsi Pollack Mihály Műszaki Főiskola marxizmus oktatója volt. 1982-ben megszervezte a Dialógus Független Békecsoport pécsi szervezetét. 1984-ben eltiltották az oktatástól, így szabadfoglalkozású lett. 1985-től Budapesten és Balassagyarmaton élt. 1986–1987 között az Országos Pedagógiai Intézet (OPI) tudományos segédmunkatársa volt. 1987–1989 között a balassagyarmati Balassi Bálint Gimnázium történelem-filozófia tanára volt. 1989–1990 között a Kapu munkatársa, valamint a Ring főszerkesztője volt. 1994–1997 között ismét szabadfoglalkozású volt. 1997-től Gyöngyösön és a Testnevelési Főiskolán politológiát oktat.

### Politikai pályafutása
1972–1984 között az MSZMP tagja volt. 1986-tól a Bajcsy-Zsilinszky Endre Társaság tagja. 1987–1988 között részt vett a Lakiteleki találkozón is. 1987–1990 között az MDF (1989–1990 között az országos választmány) tagja és a Szabadelvű Kör egyik vezetője volt. 1988-ban a Szárszói Front vezetője volt. 1990–1991 között az SZDSZ tagja volt. 1990–1994 között országgyűlési képviselő (Nógrád megye, 1990–1991: SZDSZ; 1991–1993: Független; 1993–1994: MDF) volt. 1990–1994 között a Nógrád Megyei Közgyűlés tagja volt. 1991–1994 között – megszakításokkal – az Önkormányzati, közigazgatási, belbiztonsági és rendőrségi bizottság tagja volt.
Kutatási területe Bibó István munkássága, a területpolitika és a magyar politikai rendszer.

## Családja
Szülei: Bilecz János (?-1974) és Györki Julianna (?-1990) voltak. 1987-ben házasságot kötött Nyíregyházi Ágnessel. Két gyermeke van: Gábor (1975, nevelt) és Ágnes (1988).

## Díjai
- Soros-ösztöndíj (1988)